# New Palestine
New Palestine és una població dels Estats Units a l'estat d'Indiana. Segons el cens del 2000 tenia 1.264 habitants.

## Demografia
Segons el cens del 2000, New Palestine tenia 1.264 habitants, 469 habitatges, i 364 famílies. La densitat de població era de 650,7 habitants/km².
Dels 469 habitatges en un 42,6% hi vivien nens de menys de 18 anys, en un 67% hi vivien parelles casades, en un 7,7% dones solteres, i en un 22,2% no eren unitats familiars. En el 20,7% dels habitatges hi vivien persones soles el 7,7% de les quals corresponia a persones de 65 anys o més que vivien soles. El nombre mitjà de persones vivint en cada habitatge era de 2,7 i el nombre mitjà de persones que vivien en cada família era de 3,1.
Per edats la població es repartia de la següent manera: un 30,5% tenia menys de 18 anys, un 4,4% entre 18 i 24, un 35,4% entre 25 i 44, un 18,7% de 45 a 60 i un 11,1% 65 anys o més.
L'edat mediana era de 36 anys. Per cada 100 dones de 18 o més anys hi havia 93 homes.
La renda mediana per habitatge era de 61.875$ i la renda mediana per família de 71.667$. Els homes tenien una renda mediana de 50.156$ mentre que les dones 31.538$. La renda per capita de la població era de 27.821$. Entorn de l'1,7% de les famílies i el 2,6% de la població estaven per davall del llindar de pobresa.

## Poblacions més properes
El següent diagrama mostra les poblacions més properes.